# Militärgeschichtliche Sammlung Bremen
Die Militärgeschichtliche Sammlung Bremen im Bremer Stadtteil Neustadt-Huckelriede, Niedersachsendamm 67/69, in der Scharnhorst-Kaserne der Bundeswehr, zeigt die Geschichte des Militärs in Bremen ab dem Mittelalter mit dem Bremer Stadtmilitär (17. Jahrhundert) und den späteren Befreiungskriegen (1813–1815) über die Aufstellung des Bremer Infanterieregimentes 75 bis in heute.

## Geschichte
2004 wurde die Militärgeschichtliche Sammlung Bremen in der Scharnhorst-Kaserne eröffnet. Initiator war der Kommandeur des damaligen VBK 20, Oberst Hubertus Greiner. Die Exponate stammen zum größten Teil von privaten Sammlern, Teile aus Beständen der Bundeswehr, aber auch Leihgaben des Focke-Museums und der Kunsthalle Bremen ergänzen die Ausstellung.
Zweck der Sammlung ist es, die Geschichte Bremens aus einer anderen Perspektive darzustellen: die Verantwortung des Bürgers zur Verteidigung seiner Stadt im Mittelalter und in der Napoleonischen Zeit, die Aufstellung des Infanterieregimentes 75 und dessen Teilnahme am Krieg 1870/71 und im Ersten Weltkrieg. Die in den Wirren der Nachkriegszeit entstandenen Arbeiter- und Soldatenräte, wie auch die Soldaten der Division Gerstenberg werden in einen chronologischen und thematischen Zusammenhang gebracht. Die massive Aufrüstung nach Kündigung des Versailler Vertrages führt dazu, dass Bremen im Zweiten Weltkrieg ein wichtiger Rüstungsstandort wird. Zusammenbruch und Elend, britische Besatzung, erste amerikanische Militärregierung und der Beginn der staatlichen Selbstverwaltung sind Eckpunkte, unter denen die Bundesrepublik Deutschland und in der Folge die Bundeswehr auch in Bremen aufgebaut werden.
Die Sammlung zeigt diese Geschichte Bremens mit rund 150 Exponaten chronologisch auf: Vom Zündnadelgewehr zu den Truppenfahnen des Infanterieregimentes 75; Das Gemälde von Emil Hünten Schlacht von Loigny-Poupry (1870), das vormals im Bremer Rathaus hing, ist ebenso zu sehen wie einer der vier kostbaren Silberleuchter, die der Bremer Senat zum 500. Geburtstag des Bremer Roland im Jahr 1904 dem Infanterie-Regiment 75 geschenkt hatte. Uniformen, Abzeichen und Dokumente bis in die Neuzeit runden das Bild ab.
Der Verein für die Pflege der Militärgeschichtlichen Sammlung in der Scharnhorst-Kaserne Bremen e.V.  betreut die Sammlung zur Militärgeschichte der Freien Hansestadt Bremen.
Nach einer Umbaupause war die Sammlung in neuen Räumen im November 2023 in Anwesenheit der Wehrbeauftragten des Deutschen Bundestages, Frau Eva Högl, der Öffentlichkeit wieder zugänglich gemacht worden. Dabei hatte sie die Bedeutung dieser Ausstellung für die Bundeswehr betont. „So eine Ausstellung ist für unsere Bundeswehr von unschätzbarem Wert. Sie hilft uns, Linien zwischen Vergangenheit und Gegenwart zu ziehen.“ Oberst Andreas Timm, Kommandeur Landeskommando Bremen, ergänzte: „Die Ausstellung ist ein wichtiges Mittel der Öffentlichkeitsarbeit der Bundeswehr …“